# Tokyo Metro série 13000
La série 13000 (13000系, 13000-kei) du Tokyo Metro est un type de rame automotrice exploitée depuis 2017 sur la ligne Hibiya du métro de Tokyo au Japon.

## Description
Les rames sont composées de 7 voitures comprenant chacune 4 paires de portes. les caisses sont en aluminium. L'espace voyageurs se compose de banquettes longitudinales. Des sièges prioritaires sont installés aux extrémités de chaque voitures.

## Histoire
La première rame est entrée en service le 25 mars 2017.

## Services
Affectées à la ligne Hibiya, les rames circulent également sur les lignes de banlieue interconnectées : la ligne Tōbu Skytree et la ligne Tōbu Nikkō.

## Galerie photos

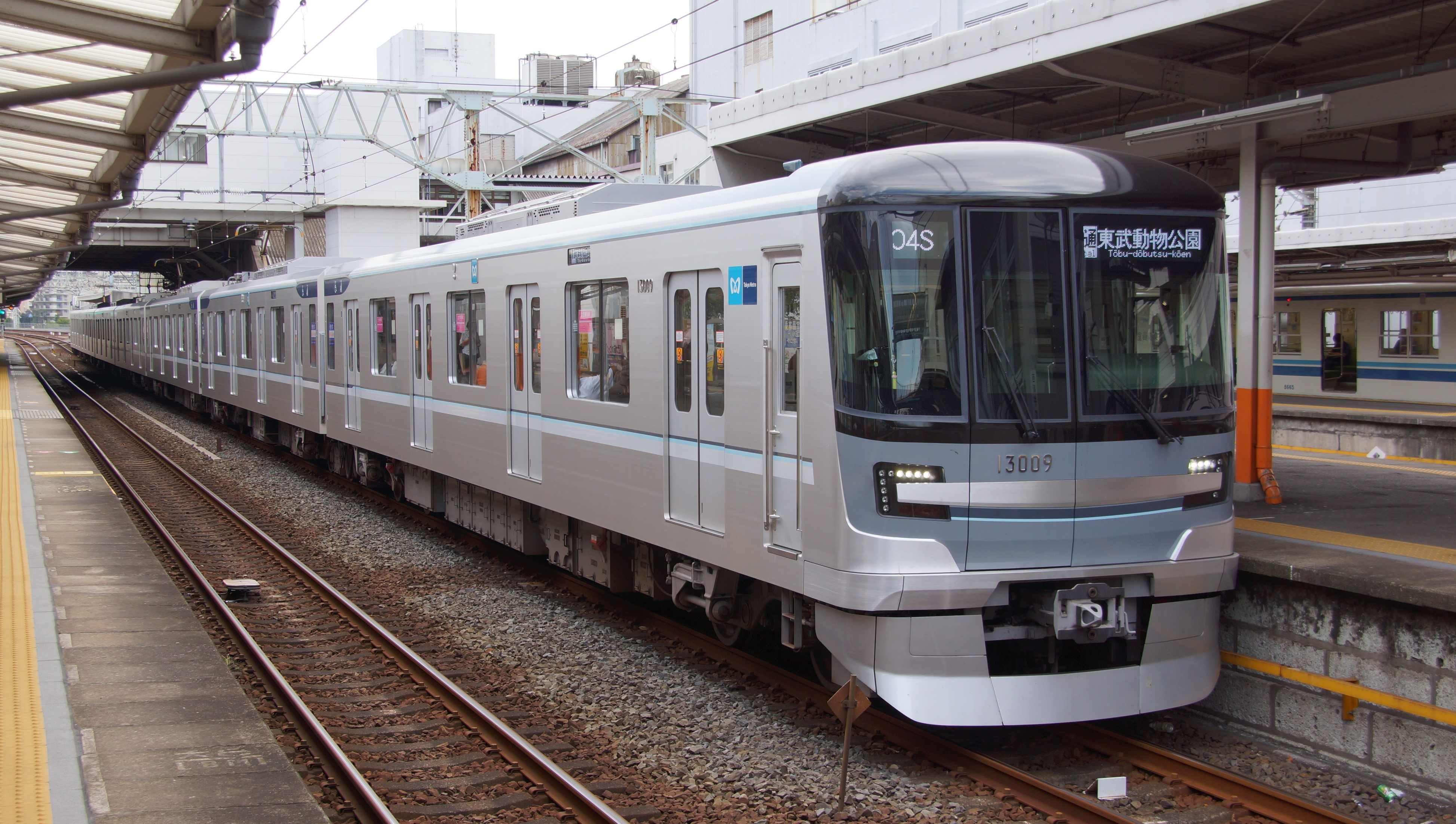
Une rame à Nishiarai.
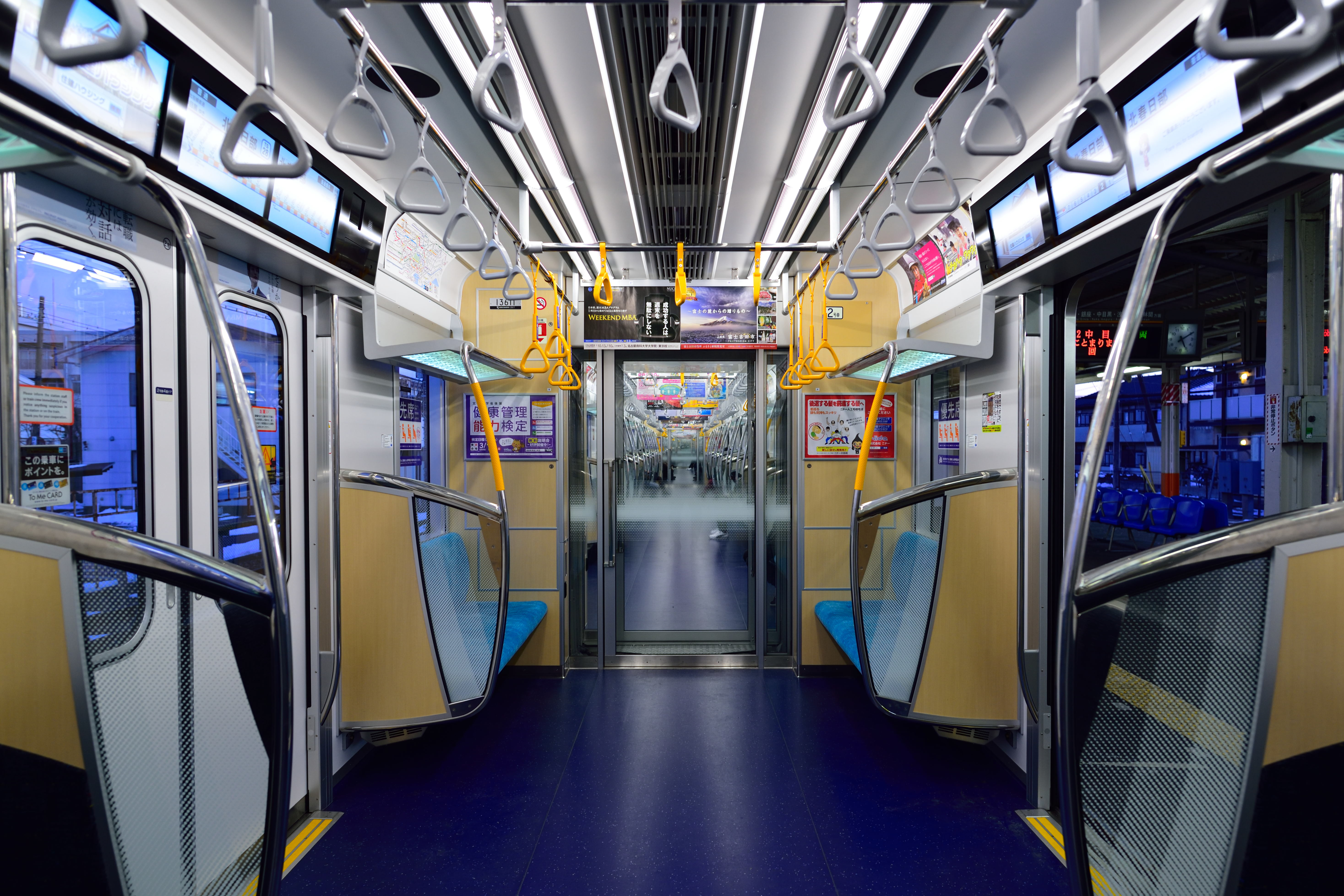
Intérieur de la rame.
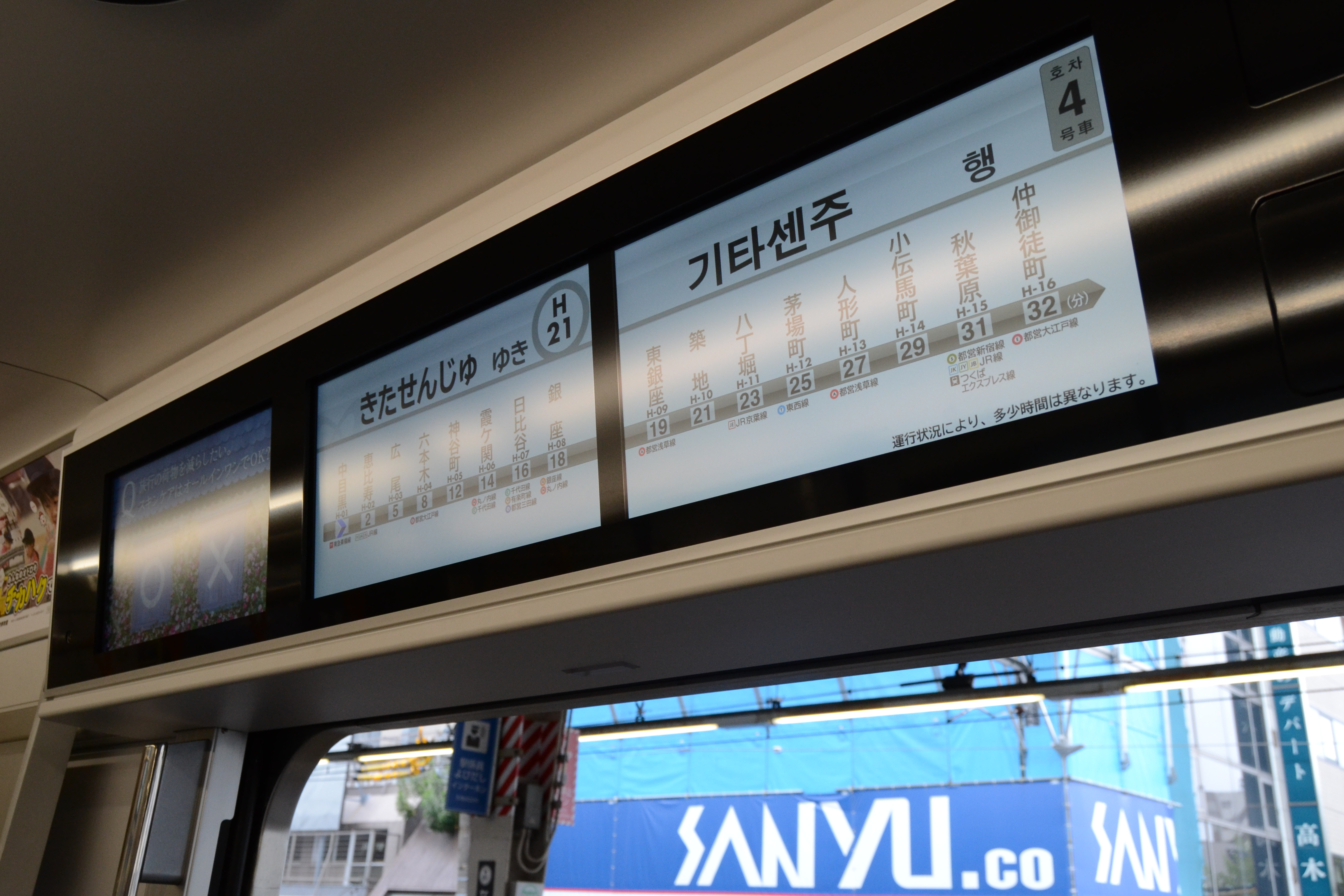
Ecran d'information voyageurs.